# Große Flottbek
|  | Per a altres significats, vegeu «Flottbek». |

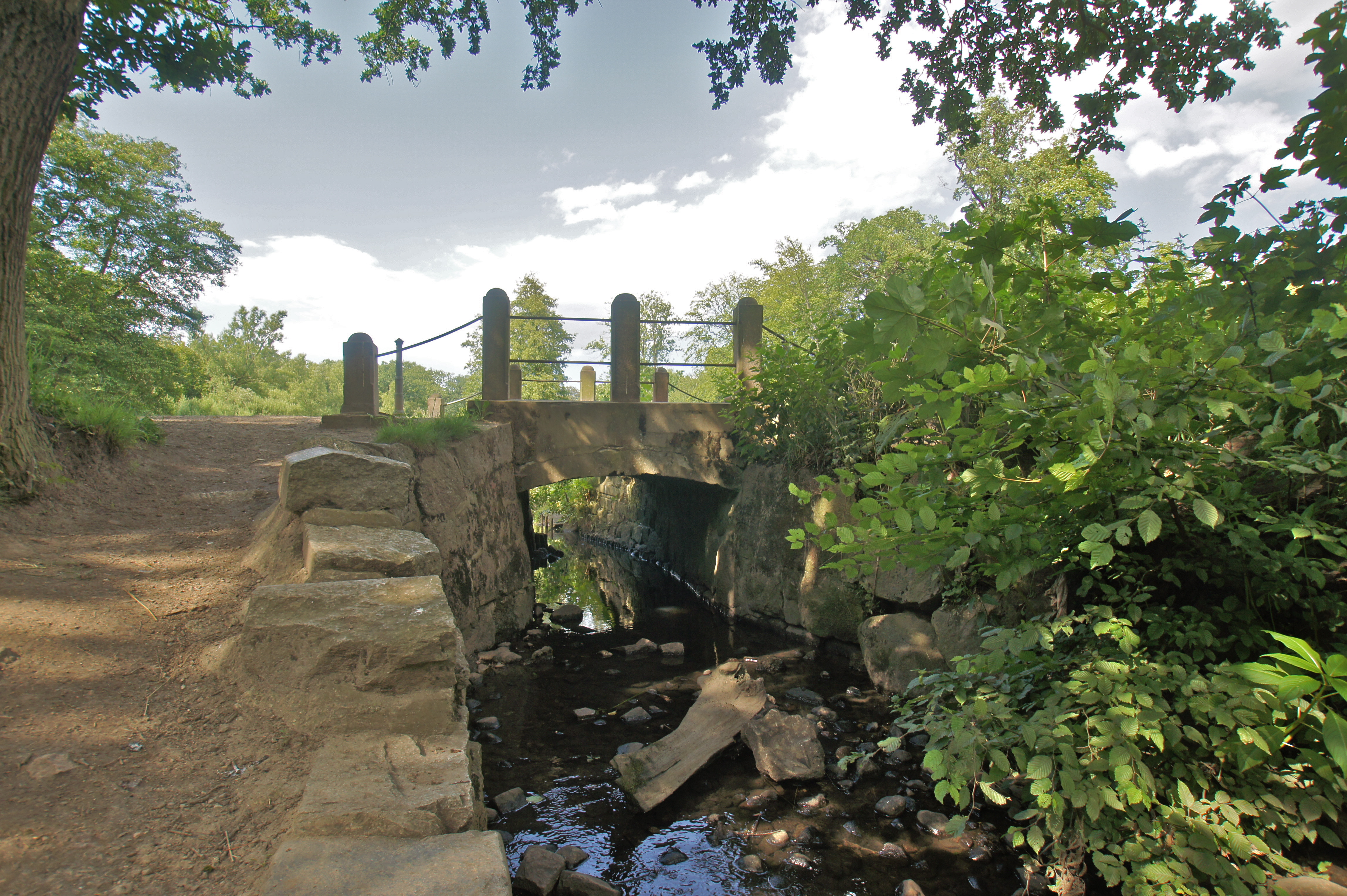
Pont al Jenischpark a la frontera entre el parc i la reserva natural

El Große Flottbek (baix alemany Grooten Flottbeek o Flöbbeek) és un petit afluent de l'Elba a Hamburg a Alemanya. Neix al barri de Bahrenfeld i desemboca al port de Teufelsbrück a la frontera entre els barris d'Othmarschen i Nienstedten.
El seu nom es compon de dos arrels baix alemanys: Vlot (marea alta o un adjectiu que significa rabent) i bek per rierol. El 1867, després d'un decret prussià que volia que no només els rius majors, però tot i el més petit rierol tingués un nom, el poble Groß Flottbek donà el seu nom al riu. Significaria doncs o riu que inunda a marea alta o riu rabent. A aquest indret, l'Elba i els seus afluents estan encara sotmesos al moviment de la marea, l'epitet Große (llarg) serveix per a diferenciar-lo del Kleine Flottbek que desemboca uns cinquanta metres més avall a l'Elba.
Des del 1982, el Flottbektal una àrea de 8 ha de prats humits Auwiesen a l'entorn del riu va ser decretada reserva natural, la reserva més petita de la ciutat. El cabal ha minvat molt pel bombament intensiu i la construcció del túnel de l'Elba que van forçar una baixada del nivell freàtic.
Junt amb el Kleine Flottbek i el Wedeler Au són els únics afluents de l'Elba que tenen les seves fonts al territori de la ciutat d'Hamburg, tots al districte d'Altona.

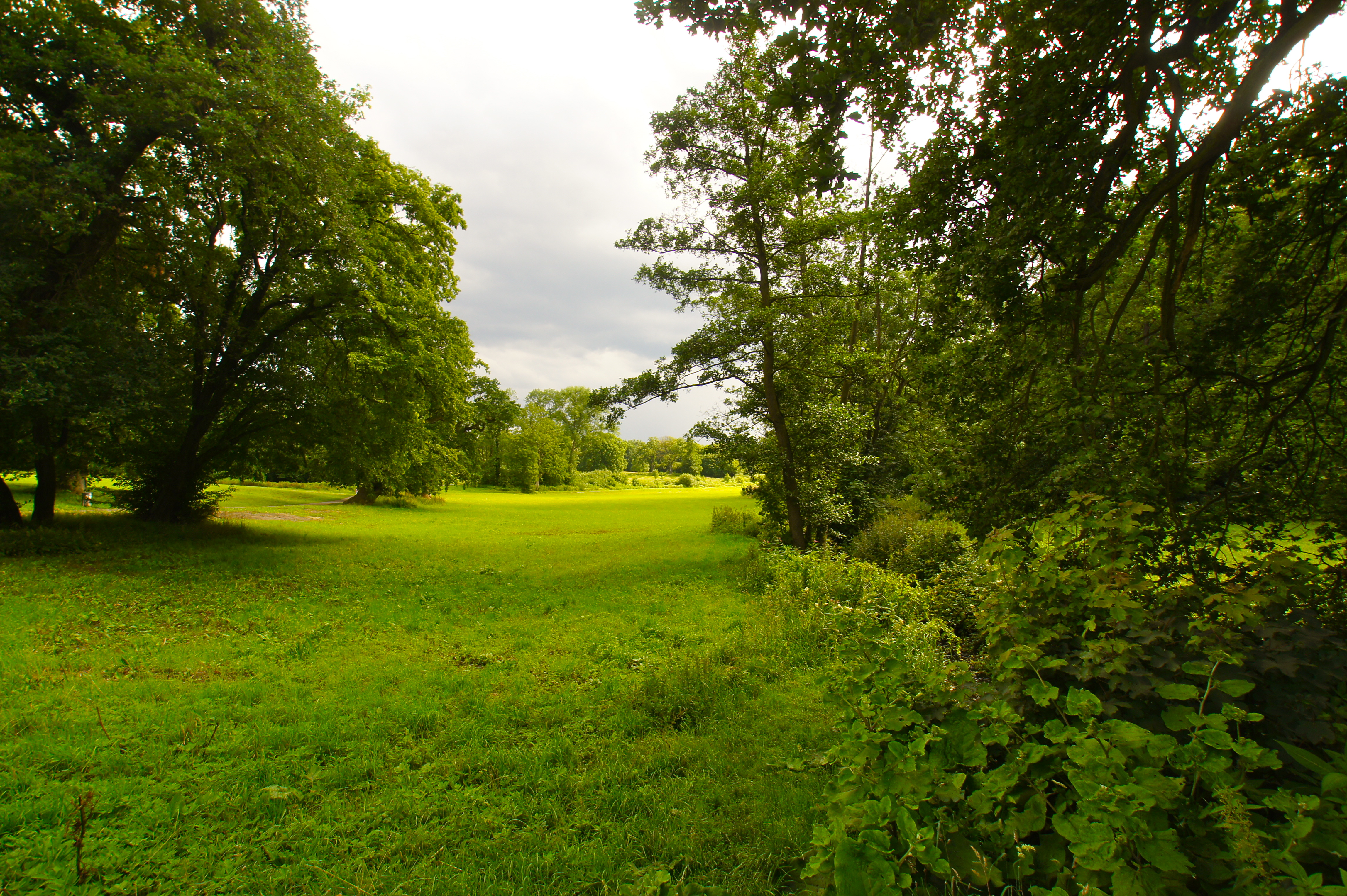
La vall al Flottbektal
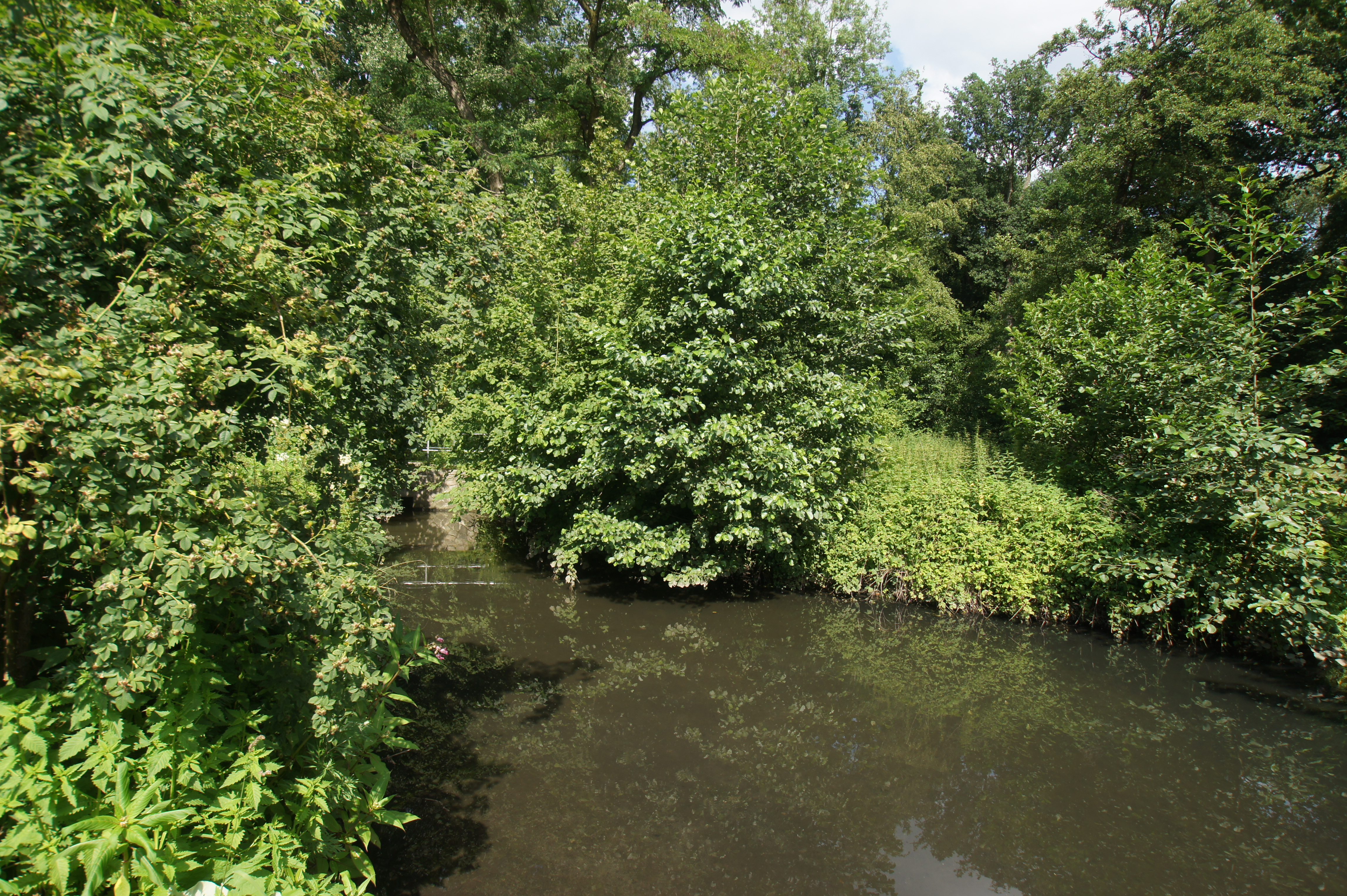
Primer estany al Jenischpark
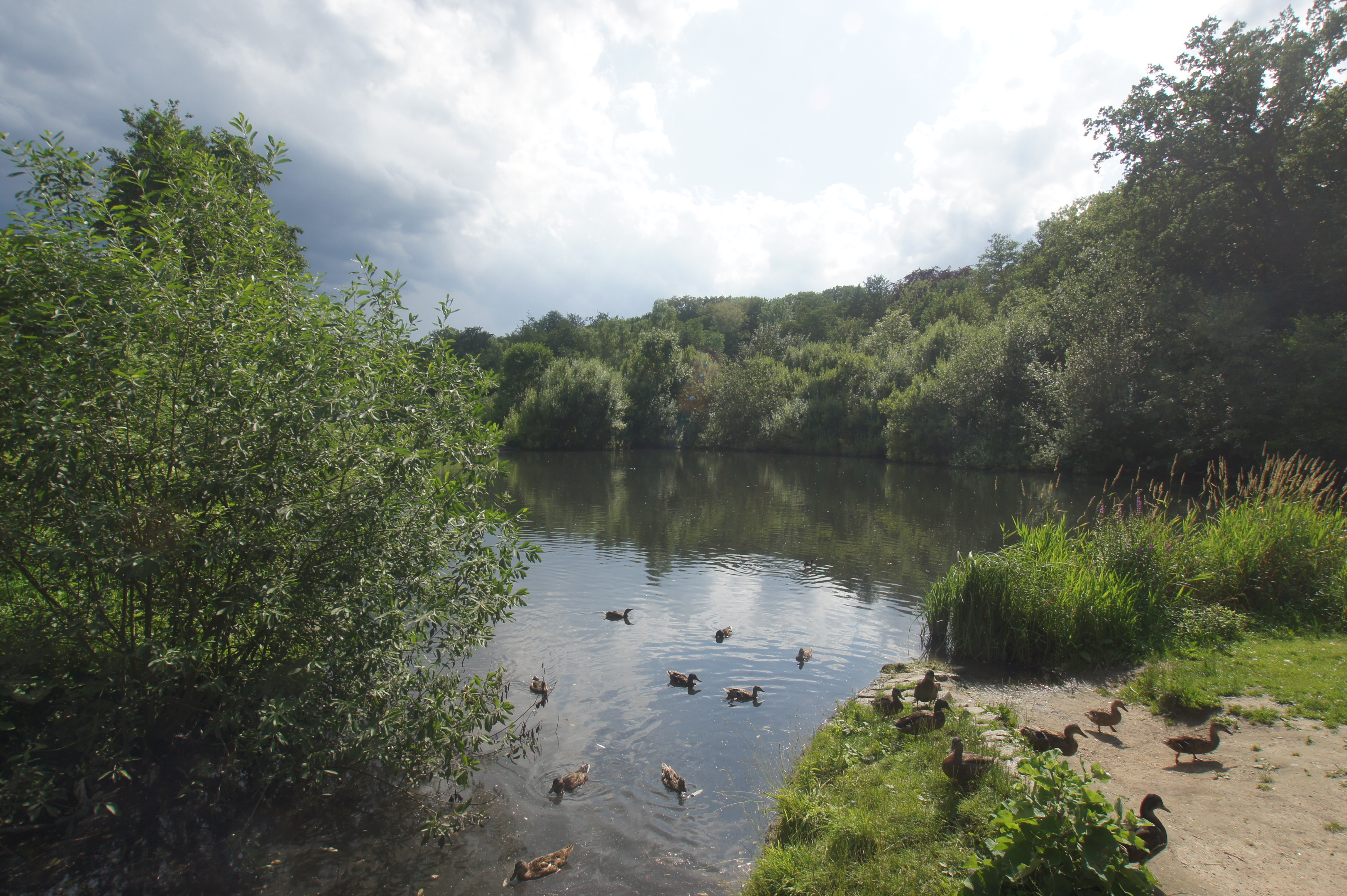
Segon estany al Jenischpark
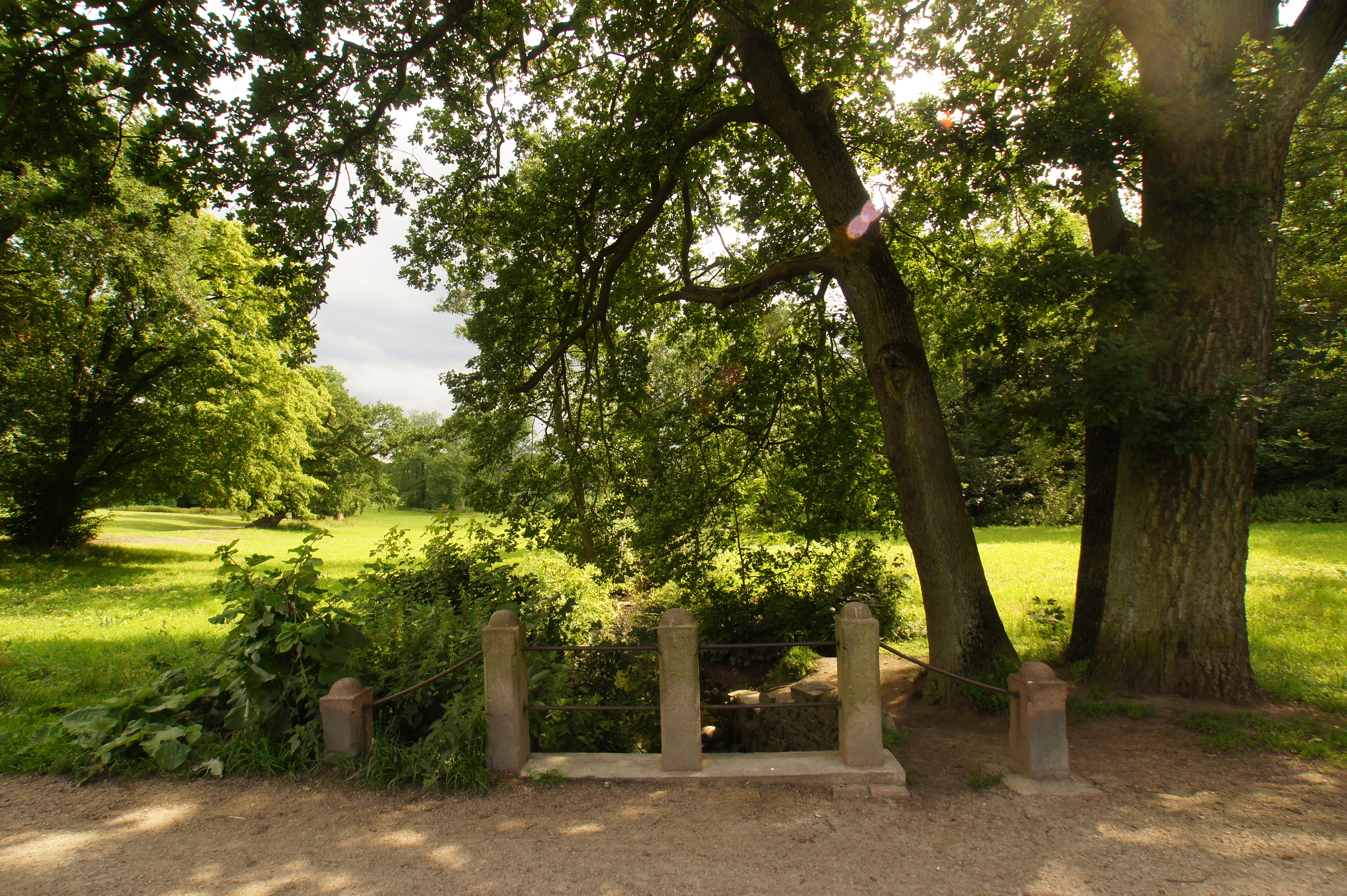
Pont

## Afluents
- Teufelsbek (entubat)
- Röbbek (entubat)

1. ↑  Earthtools
2. ↑  ibidem
3. ↑  Josef Nyáry, Das schöne Tal der Flottbek, Hamburger Abendblatt, Hamburg, 19 d'august de 2006, (traducció: La vall formosa del Flottbek) (alemany)
4. ↑  Martin Wendt, 700 Jahre Flottbek, 1305-2005: Eine Chronik, Hamburg, Editor SPD Flottbek-Othmarschen, 2005, pàgina 11, ISBN 3-00-016459-6
5. ↑  Nationalpark (NPHW) und Naturschutzgebiete (NSG) in Hamburg/Stand: September 2010, Freie und Hansestadt Hamburg, Behörde für Stadtentwicklung und Umwelt, Amt für Natur- und Ressourcenschutz; - Naturschutzamt -Resum de les reserves naturals d'Hamburg (en alemany)